# Kangas-Petäinen
Kangas-Petäinen är en sjö i Finland. Den ligger i kommunen Sotkamo i landskapet Kajanaland, i den centrala delen av landet, 500 km norr om huvudstaden Helsingfors. Kangas-Petäinen ligger 199 meter över havet. Arean är 19,2 hektar och strandlinjen är 2,9 kilometer lång. Sjön  ingår i Uleälvens huvudavrinningsområde. 